# Gastronomía hitita
La gastronomía de los hititas fue muy variada y elaborada.
Sus principales ingredientes eran productos lácteos, carne, granos y miel. Grandes amantes del pan, tenían ciento ochenta variedades. Eran grandes consumidores de vino. Incluso disponían de una legislación dedicada a la elaboración, cocción y servicio de las comidas.